# Ак-Чин Вилиџ (Аризона)
Ак-Чин Вилиџ (енгл. Ak-Chin Village) насељено је место без административног статуса у америчкој савезној држави Аризона.

## Демографија
По попису из 2010. године број становника је 862, што је 193 (28,8%) становника више него 2000. године.
| Група             | 2000.     | 2010.       |
| Белци             | 13 (1,9%) | 15 (1,7%)   |
| Афроамериканци    | 2 (0,3%)  | 5 (0,6%)    |
| Азијати           | 0 (0,0%)  | 0 (0,0%)    |
| Хиспаноамериканци | 60 (9,0%) | 237 (27,5%) |
| Укупно            | 669       | 862         |